# Les Tueurs de San Francisco
Pour plus de détails, voir Fiche technique et Distribution.
Les Tueurs de San Francisco (Once a Thief) est un film américain réalisé par Ralph Nelson et sorti en 1965.

## Synopsis
Un ancien détenu, Eddie Pedak, est revenu à la vie normale. Il veut rompre avec son passé de cambrioleur, mais l'inspecteur Vido qu'il avait blessé veut se venger.

## Fiche technique
- Titre américain : Once a Thief
- Réalisation : Ralph Nelson
- Scénario : Zekial Marko
- Production : Metro-Goldwyn-Mayer
- Producteur : Jacques Bar
- Lieu de tournage : San Francisco
- Photographie : Robert Burks
- Musique : Lalo Schifrin
- Montage : Fredric Steinkamp
- Durée : 102 minutes
- Dates de sortie:
  - Japon : 27 avril 1965
  - France : 8 septembre 1965
  - France : 15 septembre 1965
- Affiche : Gilbert Allard (France)

## Distribution
- Alain Delon (VF : Lui-même) : Eddie Pedak
- Ann-Margret (VF : Nicole Favart) : Kristine Pedak
- Van Heflin (VF : André Valmy) : Inspecteur Mike Vido SFPD
- Jack Palance (VF : Michel Gatineau) : Walter Pedak
- John Davis Chandler (VF : Jacques Thébault) : James Arthur Sargatanas
- Tony Musante (VF : Jacques Balutin) : Cleveland 'Cleve' Shoenstein
- Jeff Corey (VF : Lucien Bryonne) : Lt. Kebner SFPD
- Steve Mitchell (VF : Pierre Garin) : Frank Kane
- Tammy Locke (VF : Linette Lemercier) : Kathy Pedak
- Zekial Marko (VO : Paul Frees / VF : Georges Aminel) : Luke
- Robert Foulk (VF : Jean Violette) : George
- Robert B. Williams (VF : Jean Berton) : le contremaître
- Yuki Shimoda (VF : Albert Augier) : John Ling
- Sam Flint (VF : Émile Duard) : le surveillant âge des établissements P.E. O'Hair
- Henry Leff (VF : Jacques Marin) : l'employé du bureau de chômage